# František Hajnovič
František Hajnovič (* 5. července 1949 Malacky) je slovenský politik, v roce 2002 ministr financí Slovenska v první vládě Mikuláše Dzurindy za SDĽ.

## Biografie
V roce 1972 absolvoval Matematicko-fyzikální fakultu Univerzity Karlovy v Praze (obor matematická ekonomie). Rigorózní zkoušku z oboru ekonometrie složil na Univerzitě Komenského v Bratislavě. Absolvoval rovněž stáže na univerzitě v Bonnu a Hamburku, v Mezinárodním měnové fondu a v CEMI Akademie věd v Moskvě. V letech 1972–1994 pracoval v Institutu statistiky a informatiky v oboru makroekonomických analýz a prognóz. V roce 1994 nastoupil do Národní banky Slovenska jako pracovník výzkumného úseku, později vedoucí oddělení národohospodářských a měnových studií. Podílel se jako expert na přípravách vstupu Slovenska do Evropské unie a eurozóny.
Byl členem SDĽ od jejího vzniku. Pracoval v národohospodářské komisi Republikového výboru SDĽ. V období leden – říjen 2002 zastával post ministra financí v první vládě Mikuláše Dzurindy.
Je ženatý, má čtyři děti. Bydlí v Bratislavě.